# Jamiroquai
Jamiroquai és una formació britànica de funk, acid jazz i disco. El seu nom és un joc de paraules que inclou el nom de la tribu indígena nord-americana dels iroquesos (iroquois en anglès) i el vocable anglès "Jam", que designa una sessió de trobada entre músics que produeixen una improvisació musical.
El seu líder i la cara més coneguda del grup és en Jason Cheetham Kay, més conegut com a Jay Kay. La seva importància en la formació és tan gran que, en moltes ocasions, es confon el nom de la banda amb el nom del líder, però Jamiroquai no fa referència a la persona, sinó a l'agrupació. És conegut per la seva original manera de ballar (que sempre és improvisada) i pels seus estrambòtics i exagerats barrets.
Jamiroquai són també coneguts pels seus espectaculars concerts i per la utilització en la seva música d'un instrument gens comú en aquest estil: el didjeridú.

## Orígens de la banda
Després d'una maqueta que es diu encara circula per Internet i un single l'any 1992 (When you gonna learn) que va causar gran expectació, Jamiroquai publiquen el seu primer àlbum el 1993 amb el títol de Emergency on planet earth. Tant pel seu disseny gràfic com per les lletres de les cançons marquen una pauta de compromís mediambiental i sociopolític proclamant valors com ara el respecte per la natura o el pacifisme.
La formació inicial del grup en aquest àlbum era la següent:
- Toby Smith: teclats
- Nick Van Gelder: bateria
- Stuart Zender: baix
- Kofi Kari Kari: percussió
- Maurizio Ravalio: percussió
- Glenn Nightingale: guitarra
- Simon Bartholomew: guitarra
- DJ D-Zire: scratching i turntablism (al llibret de l'àlbum hi diu "turntable wizardry", màgia en els giradiscos)
- Wallis Buchanan: didjeridoo

## Història - Jason Kay
Després de l'impactant debut de Jamiroquai, que els va fer famosos en l'elit de l'acid jazz britànic, on només hi han entrat artistes de la talla d'Incognito o Brand New Heavies, van publicar un segon disc amb el títol de The return of the space cowboy (1994). Aquest àlbum, tot i tenir una qualitat indiscutible, no va tenir la mateixa acollida que el seu primer treball, potser acuciat pel seu so menys contundent, més complex i eteri.
No va ser fins al seu tercer treball, Travelling without moving (1996), que Jamiroquai es feren famosos de veritat a nivell mundial, i va ser amb dos singles que tenien a parts iguals qualitat i ritme, tot i ser d'estils una mica diferents. Aquests singles van ser el Cosmic Girl (un tema disco molt ballable) i el ja clàssic del funk Virtual insanity, que ja ha sonat des de totes les discoteques funk del món fins a les demos dels orgues electrònics per nens.
Després d'aquest gran èxit van sortir dos àlbums anomenats respectivament Synkronized (1999) i A funk odissey (2001, fent referència a la pel·lícula de Stanley Kubrick "2001: A space odissey" i que pels fanàtics de Jamiroquai i de la música funk van representar una mena de davallada per la banda britànica, ja que van adquirir un so més electrònic i van perdre alhora qualitat. Tot i així, trobem algunes cançons dignes de menció per la seva importància i qualitat com ara Canned Heat, Soul Education o Supersonic a "Sinkronyzed" o Little L, Love Foolosophy, You give me something o la balada Corner of the earth.
Després d'un parèntesi de quatre anys a causa de problemes sentimentals del líder de la banda, en Jason Kay, Jamiroquai tornaren amb força el 2005 amb un retorn als seus orígens, l'àlbum Dynamite. En aquest àlbum, la banda torna a tenir un so més funky, més disco, més acústic i de molta més qualitat, com demostren alguns temes com ara el Seven days in Sunny June, l'Electric Mistress, Starchild, (Don't) Give Hate a Chance o el Time won't wait.
La seva darrera publicació ha estat el 2006 un recopilatori de singles anomenat High Times: Singles 1992-2006 que inclou dos temes nous: Radio i Runaway.
Gran part de la fama de la banda ve donada pel seu líder, en Jason Cheetham Kay, més conegut com a Jay Kay, un personatge excèntric que passa de proclamar missatges ecologistes i vestir un barret de plomes d'indi nord-americà a fer una col·lecció privada de Ferrari. Ha estat una figura molt criticada per això, pel seu estil de dansa, una mica peculiar però original (ell assegura no haver rebut mai classes de dansa i tot ho improvisa) i per la seva turbulenta vida personal. Compon o co-compon molts temes de la banda i la seva veu és fàcilment recognoscible pel seu to agut i lleugerament trencat.

## Discografia
1993 - Emergency on Planet Earth
1. When you gonna learn (Digeridoo)
2. Too young to die
3. Hooked up
4. If I like it, I do it
5. Music of the mind
6. Emergency on planet earth
7. Whatever it is, I just can't stop
8. Blow your mind
9. Revolution 1993
10. Didgin' out

1996 - Travelling Without Moving
1. Virtual insanity
2. Cosmic girl
3. Use the force
4. Everyday
5. Alright
6. High times
7. Drifting along
8. Didjerama
9. Didjital Vibrations
10. Travelling without moving
11. You are my love
12. Spend a lifetime
13. Funktion

1999 - Synkronized
1. Canned heat
2. Planet home
3. Black capricorn day
4. Soul education
5. Falling
6. Destitute illusions
7. Supersonic
8. Butterfly
9. Where do we go from here?
10. King for a day
11. Deeper underground

2001 - A Funk Odyssey
1. Feel so good
2. Little L
3. You give me something
4. Corner of the earth
5. Love foolosophy
6. Stop don't panic
7. Black crow
8. Main Vein
9. Twenty zero one
10. Picture of my life
11. Do it like we used to do
12. Do you know where you're coming from

2005 - Dynamite
1. Feels just like it should
2. Dynamite
3. Seven days in sunny june
4. Electric mistress
5. Starchild
6. Love blind
7. Talullah
8. (Don't) Give hate a chance
9. World that he wants
10. Black devil car
11. Hot tequila brown
12. Time won't wait

2006 - High Times: Singles 1992-2006
1. When you gonna learn
2. Too young to die
3. Blow your mind
4. Emergency on planet earth
5. Space cowboy
6. Virtual insanity
7. Cosmic girl
8. Alright
9. High Times
10. Deeper underground
11. Canned heat
12. Little L
13. Love Foolosophy
14. Corner of the earth
15. Feels just like it should
16. Seven days in sunny june
17. (Don't) Give hate a chance
18. Runaway *
19. Radio *

(*) Cançons inédites.

## Relació amb altres grups i artistes
Jamiroquai té relació amb diversos artistes de l'estil de forma bidireccional. La cantant Beverly Knight ha fet col·laboracions com a cor amb la banda. Ha fet diversos temes per pel·lícules, com ara "Deeper underground" (darrer tema de l'àlbum "Synkronized") creat per al remake americà de la pel·lícula Godzilla o l'"Everybody's going to the moon" per la pel·lícula d'animació de Don Bluth "Titan AE". El productor i MC Guru ha fet servir mostres d'àudio de la banda per a un tema de la seva celebrada sèrie d'àlbums "Jazzmatazz".